# 마스타니 야스노리
마스타니 야스노리(일본어: 増谷 康紀 ますたに やすのり[*], 1961년 7월 5일 ~ )는 일본의 남성 성우. 홋카이도 삿포로시 출신. 아오니 프로덕션 소속.